# Myrmecomelix leucippus
Myrmecomelix leucippus is een spinnensoort uit de familie hangmatspinnen (Linyphiidae). De soort komt voor in Peru.